# Gao Fenglian
Gao Fenglian (chinesisch 高凤莲, Pinyin Gāo Fènglián; * 15. Oktober 1964) ist eine ehemalige chinesische Judoka, die vier Weltmeistertitel gewann.

## Karriere
Gao Fenglian kämpfte im Schwergewicht und in der offenen Klasse. 1983 belegte sie beim Turnier in Fukuoka den dritten Platz. 1984 gewann sie bei den Weltmeisterschaften in Wien im Halbfinale des Schwergewichts gegen die Deutsche Regina Sigmund, im Finale unterlag Gao der Italienerin Maria Theresa Motta. In der offenen Klasse verlor sie schon im Viertelfinale gegen die Belgierin Ingrid Berghmans, mit Siegen in der Hoffnungsrunde über die Australierin Yvonne Zuydam und die Japanerin Noriko Matsumoto sicherte sich die Chinesin eine Bronzemedaille.
Bei den Asienmeisterschaften 1985 gewann Gao den Titel im Schwergewicht durch einen Finalsieg über Wen Hua Yeh aus Taiwan. 1986 bei den Weltmeisterschaften in Maastricht besiegte Gao im Viertelfinale Regina Sigmund, im Halbfinale die Französin Isabelle Paque und im Finale Marjolein van Unen aus den Niederlanden. Im gleichen Jahr gewann sie erstmals beim Turnier in Fukuoka. Durch die Zusammenlegung der Weltmeisterschaften für Männer und Frauen fanden 1987 erneut Weltmeisterschaften statt, die in Essen ausgetragen wurden. Im Schwergewicht besiegte Gao im Halbfinale die Italienerin Motta und im Finale die Deutsche Sigmund. In der offenen Klasse bezwang sie im Halbfinale Irene de Kok aus den Niederlanden und im Finale die Belgierin Berghmans. Damit war Gao Doppelweltmeisterin.
Im Juli 1988 siegte Gao auch in beiden Gewichtsklassen bei den Asienmeisterschaften in Damaskus. Bei den Olympischen Spielen 1988 in Seoul wurden Judo-Wettbewerbe für Frauen im Rahmen der Demonstrationswettbewerbe angeboten. Gao gewann im Halbfinale nach 1:29 Minuten gegen Regina Sigmund. Im Finale unterlag sie durch Kampfrichterentscheid gegen Angelique Seriese aus den Niederlanden. Ihren letzten großen Titel gewann die Chinesin bei den Weltmeisterschaften 1989 in Belgrad. Im Halbfinale besiegte sie Swetlana Gundarenko aus der Sowjetunion, im Finale bezwang sie Regina Sigmund. Im Dezember 1989 bestritt sie in Fukuoka ihr letztes internationales Turnier, dort belegte sie den zweiten Platz hinter ihrer Landsfrau Wu Weifeng.